# سبج (فطر)
سُبْج (الاسم العلمي: Ochropsora)، جنس فطريات مجهرية من فصيلة اليوروبيكسيات. أنواعه ثلاثة.